# Глуховка (Рогнединский район)
Глуховка — исчезнувшая деревня в Рогнединском районе Брянской области России. Входила в состав Селиловичского сельского поселения. Упразднена в 2006 году.

## География
Деревня располагалась на правом берегу реки Глуховка (приток Десны), на расстоянии приблизительно 3 км на северо-восток по прямой от деревни Старое Хотмирово.

## История
Упразднена законом от 29 декабря 2006 года № 128-З как фактически не существующая в связи с переселением всех жителей на постоянное место жительства в другие населённые пункты.

## Население
Согласно результатам переписи 2002 года, в деревне отсутствовало постоянное население.